# Großsteingräber bei Groß Zastrow
Die Großsteingräber bei Groß Zastrow sind sieben megalithische Grabanlagen der jungsteinzeitlichen Trichterbecherkultur bei Groß Zastrow, einem Ortsteil von Görmin im Landkreis Vorpommern-Greifswald (Mecklenburg-Vorpommern). Fünf Anlagen tragen die Sprockhoff-Nummern 540–544. Die Gräber 1 und 3 (Sprockhoff-Nr. 420 und 422) wurden 1968 unter Leitung von Adolf Hollnagel archäologisch untersucht.

## Lage
Die Gräber liegen in zwei nordwest-südöstlich verlaufenden Reihen nordwestlich und südwestlich des Ortes. Grab 1 befindet sich etwa 200 m nördlich von Groß Zastrow und etwa ebenso weit westlich der Straße nach Klein Zastrow auf einem Feld. Die Gräber 2 und 3 befinden sich 1 km nordwestlich hiervon. Sie liegen nur 25 m voneinander entfernt. Weitere 750 m nordwestlich befindet sich kurz vor der Gemarkungsgrenze Grab 4. 1,6 km südlich hiervon und 400 m südlich der Straße nach Pustow liegt Grab 5. 340 m südöstlich befindet sich Grab 6 und weitere 360 m südöstlich Grab 7.
Die Anlagen von Groß Zastrow sind Teil einer größeren Gruppe von Megalithgräbern, die sich südwestlich von Greifswald zwischen Dargelin im Osten und Düvier im Westen erstreckt. 1,7 km östlich von Grab 1 liegt das Großsteingrab Klein Zastrow, 240 m westlich von Grab 4 schließen sich die Großsteingräber bei Pustow an. 1 km östlich von Grab 5 liegen die Großsteingräber bei Damerow.

## Forschungsgeschichte
Die Gräber wurden erstmals in den 1820er Jahren durch Friedrich von Hagenow aufgenommen und wohl auch teilweise ergraben. Von Hagenow hinterließ hierüber nur handschriftliche Aufzeichnungen. Ernst Sprockhoff nahm die Gräber am 21. August 1931 für seinen Atlas der Megalithgräber Deutschlands auf. Im Oktober 1968 wurden die Gräber 1 und 3 unter Leitung von Adolf Hollnagel ausgegraben.

## Beschreibung

### Grab 1

#### Architektur

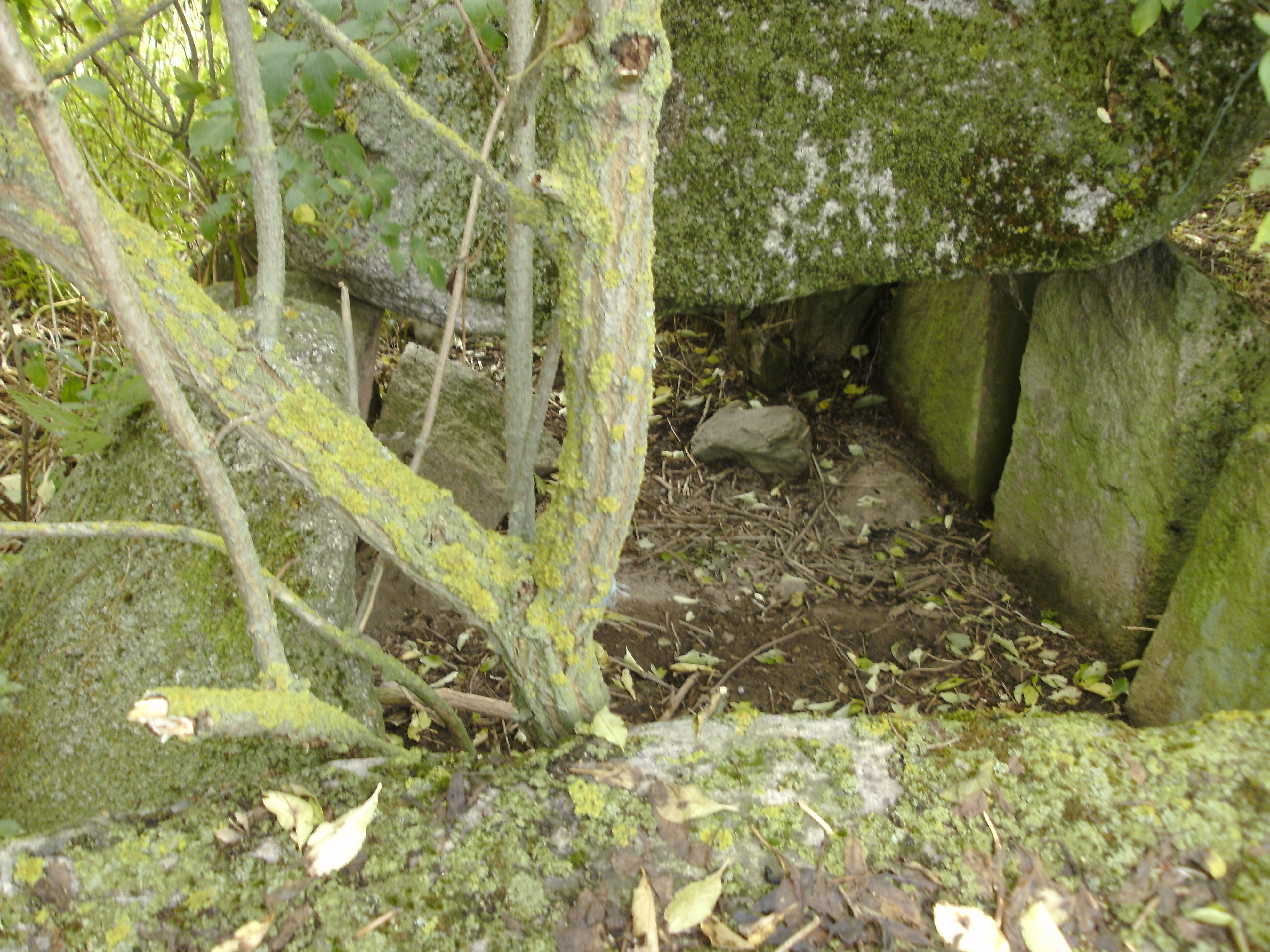
Blick in die Grabkammer von Grab 1

Grab 1 besitzt eine nordost-südwestlich orientierte Grabkammer, die ursprünglich von einem Rollsteinhügel ummantelt war. Bei der Kammer handelt es sich um einen Großdolmen mit vier Wandsteinpaaren an den Langseiten, einem großen Abschlussstein im Nordosten und einem kleineren im Südwesten, der nur die nordwestliche Hälfte der Schmalseite einnimmt und somit einen Zugang freilässt. Der nordöstlichste Stein der nordwestlichen Langseite ist auffallend schmal. Der zweite Stein der Südostseite und der dritte Stein der Nordwestseite waren ursprünglich Teil eines einzelnen großen Findlings, der von den Erbauern des Grabes gespalten wurde. Von den ursprünglich drei Decksteinen sind noch zwei vorhanden, der südwestliche fehlt. Der nordöstliche Deckstein ist zerbrochen. Der mittlere Deckstein, der 19 Schälchen aufweist, ist noch intakt. Er war abgerutscht und wurde im Zuge der Grabung wieder auf die Wandsteine aufgesetzt. Die Leerräume zwischen den Wandsteinen waren mit Trockenmauerwerk aus Steinplatten ausgefüllt, von dem sich aber nur noch Reste erhalten haben. Das Bodenpflaster war nur noch im hinteren Teil erhalten. Es bestand aus kleinen Granit-Platten, die von einer Lehmschicht überzogen waren. Die Kammer hat eine Länge von 3,1 m, eine Breite von 1,5 m und eine Höhe von 1,5 m.

#### Bestattungen
Von den Bestattungen war nur noch ein menschlicher Knochenrest erhalten.

#### Funde
Die Kammer war bereits in früherer Zeit durchwühlt worden. Somit sind nur die Funde aus dem hinteren, unteren Bereich sicher als Grabbeigaben zu bewerten. Hierbei handelt es sich um eine Feuerstein-Klinge sowie mehrere Keramikscherben, darunter die Randscherbe eines Napfes und eines Gefäßes mit horizontaler Halswulst und einer erhaltenen Griffwarze, eine Scherbe mit Schnurverzierung und Bruchstücke eines hochschulterigen Gefäßes mit Standfuß. Die genauer bestimmbaren Gefäße belegen eine Nachbestattung der Kugelamphoren-Kultur.
In einer höheren Schicht sowie im vorderen Kammerteil und an den Außenseiten lagen jungsteinzeitliche Funde mit modernen Gegenständen und Lesesteinen vermischt. Als jungsteinzeitlich anzusehen sind eine Klinge, ein Schaber und eine vermutliche Sichel aus Feuerstein, vielleicht auch einige unverzierte Scherben. Zu den modernen Funden gehörten fünf Füße von mittelalterlichen Grapen, das Bruchstück des Läufersteins einer Rundmühle, rot glasierte Bauernkeramik, rheinisches Steinzeug und das Bruchstück einer Ofenkachel.

### Grab 2
Grab 2 besitzt eine nordost-südwestlich orientierte Grabkammer, bei der es sich um einen Großdolmen handelt. Die Kammer steckt tief in der Hügelschüttung. Es ist somit unklar, welche Steine noch vorhanden sind und welche fehlen. Sichtbar sind drei Wandsteine der nordwestlichen Langseite, einer der südöstlichen Langseite, der nordöstliche Abschlussstein, vermutlich auch der fast völlig mit Erde bedeckte südwestliche Abschlussstein und ein ins Innere der Kammer gesunkener Deckstein. Maßangaben liegen nicht vor.

### Grab 3

#### Architektur
Grab 3 besitzt eine nordost-südwestlich orientierte Grabkammer. Es handelt sich um einen Großdolmen mit drei Wandsteinpaaren an den Langseiten und einem großen Abschlussstein im Nordosten. Ein schmaler Stein im Südwesten ist nicht mehr vorhanden. Er nahm nur die nordwestliche Hälfte der Schmalseite ein und ließ somit einen Zugang frei, der noch einen Schwellenstein und zwei vorgelagerte Trittplatten aufweist. Zwei Platten dienten wohl ursprünglich als Verschluss und wurden später abgebaut und an die Wand gelehnt. Der mittlere Wandstein der Südostseite war zerbrochen und nach außen umgekippt. Zwei von ursprünglich wohl drei Decksteinen sind noch vorhanden, die bis 1968 abgerutscht im Inneren der Kammer lagen. Die Decksteine und der umgekippte Wandstein wurden nach der Grabung wieder in ihre ursprüngliche Lage gebracht. Die Leerräume zwischen den Wandsteinen waren mit Trockenmauerwerk aus Rotsandsteinplatten ausgefüllt, das noch in Teilen erhalten ist. Hinter dem ersten Wandsteinpaar steht eine quer gestellte Steinplatte, die die nordwestliche Hälfte der Kammer einnimmt. Neben ihr liegt ein weiterer Schwellenstein. Die Kammer wird dadurch in einen kleinen Vorraum und eine größere Hauptkammer unterteilt. Das Bodenpflaster besteht im Vorraum aus Bruchsteinen und in der Hauptkammer aus Granit-Grus, der mit einer Schicht aus Lehm überzogen ist, die teilweise rote Brandflecken aufweist. Die Grabkammer hat eine Gesamtlänge von 3,6 m, eine Breite von 1,5 m und eine Höhe von 1,55 m. Der Vorraum ist 1,2 m lang, die Hauptkammer 2,4 m.

#### Funde
Wie Grab 1 war auch diese Anlage bereits in der Neuzeit gestört worden. Bestattungsreste konnten nicht mehr festgestellt werden. An Grabbeigaben wurden zahlreiche Keramikscherben gefunden, darunter zwei Bruchstücke eines kleinen Trichterbechers, Scherben eines Standbodengefäßes und einer Kugelamphore, außerdem ein Hohlmeißel, eine Klinge und mehrere Abschläge aus Feuerstein. Diese Funde stammen zum Teil von der ursprünglichen trichterbecherzeitlichen Bestattung, die Kugelamphore und der Hohlmeißel belegen zudem eine Nachbestattung der Kugelamphoren-Kultur.
Weiterhin wurde eine größere Menge slawischer Scherben entdeckt. Sie stammen von mindestens zwei Gefäßen und gehören typologisch in die Vipperower Gruppe des 11. und 12. Jahrhunderts. Zu welchem Zweck sie in das Grab gelangten, ist unklar. Funde aus der Neuzeit sind ein Handmahlstein, ein rot glasierter Henkel und eine grüne Glasscherbe.

### Grab 4
Grab 4 besitzt ein in Resten erhaltenes, nord-südlich orientiertes trapezförmiges Hünenbett mit einer Länge von 16 m und einer Breite von 6 m im Süden bzw. 3,5 m im Norden. Von der Umfassung sind nur noch wenige Steine an den Langseiten erhalten, an der östlichen Langseite ist zudem ein Graben erkennbar, der die Standorte weiterer, entfernter Umfassungssteine anzeigt. Die Grabkammer, bei der es sich um einen Großdolmen handelt, steht quer zum Hünenbett. Erhalten sind jeweils drei Wandsteine an den Langseiten, von denen alle bis auf den mittleren der Nordseite noch in situ stehen. Die beiden Abschlusssteine, die Decksteine und wahrscheinlich ein vierter Wandstein der nördlichen Langseite fehlen. Die Kammer hat eine Länge von 3 m und eine Breite von 1,5 m. Da die Wandsteine an den Innenseiten nur etwa 0,8 m aus dem Boden ragen, könnten die Bestattungen noch intakt sein.

### Grab 5
Grab 5 besitzt eine nordost-südwestlich orientierte Grabkammer, bei der es sich um einen Großdolmen handelt. Es sind vier Decksteine erkennbar, der Rest der Kammer steckt vollständig im Erdreich. Maßangaben liegen nicht vor. Der nordöstliche Deckstein ist gesprengt und weist mehrere Schälchen auf.

### Grab 6
Von Grab 6 sind lediglich zwei Decksteine erkennbar. Der genaue Grabtyp lässt sich nicht bestimmen.

### Grab 7
Von Grab 7 sind die beiden Abschlusssteine und zwei Wandsteine der östlichen Langseite zu erkennen. Die Decksteine fehlen. Es handelt sich nach Hans-Jürgen Beier um einen Großdolmen, Ewald Schuldt sah es hingegen als Grab unbestimmten Typs an.

### Funde unbestimmter Herkunft
Aus dem Nachlass Friedrich von Hagenows stammt eine Axt der Einzelgrabkultur, die nach seinen Angaben aus einem Steingrab bei Groß Zastrow stammt, ohne dass klar ist, welches Grab gemeint war. Sie befindet sich heute in der Sammlung des Stralsund Museums.